# Скляренко, Владимир Михайлович
Владимир Михайлович Скляренко (укр. Володимир Михайлович Скляренко; 25 мая (7 июня) 1907, Киев — 8 мая 1984, там же) — театральный режиссёр и педагог, теоретик театральной режиссуры школы Леся Курбаса. Народный артист Украинской ССР (1954).

## Биография
Владимир Скляренко родился в селе Великие Дмитричи (ныне территория Киева) в семье переплётчика. С детства увлекался театром. В 14 лет (1920 год) вышел на сцену в качестве статиста миманса Киевского оперного театра. В 1923—1926 учился в Киевском музыкально-драматическом институте имени Лысенко, где получил профессию режиссёра и актёра. На талантливого молодого человека обратил внимание Лесь Курбас, и в 1926 его зачислили в режиссёрскую лабораторию театра «Березиль». Вместе с театром летом 1926 переезжает из Киева в Харьков.
В качестве самостоятельного режиссёра дебютирует как постановщик ревю «Эй, на волне 477!» (текст коллективный, 1929). В театре он познакомился с актрисой Надеждой Титаренко, которая в 1929 стала его женой. Вместе они прожили до конца жизни.
Работая в «Березиле», Скляренко усвоил главный принцип курбасовской режиссуры — соединение мощной идейной концепции с яркой театральной формой, выработал свой стиль режиссуры, характеризующийся монументальностью образов, наличием масштабных массовых сцен.
После разгрома «Березиля» Скляренко переходит в 1935 году в Харьковский театр юного зрителя в качестве главного режиссёра. Во время войны в 1941—1944 театр находится в эвакуации на Урале и в Средней Азии. В 1944 году коллектив театра перебазируется во Львов в качестве вновь создаваемого Львовского театра юного зрителя. Скляренко фактически создает новый театр на пустом месте.
Склонность режиссёра к масштабности, помпезности постановок была замечена, и ему предложили перейти из драматической режиссуры в оперную. В 1947—1952 гг Скляренко главный режиссёр Львовского театра оперы и балета, в 1952—1954 — Харьковского театра оперы и балета, в 1954—1962 — Украинского театра оперы и балета имени Шевченко в Киеве. Затем режиссёр вновь возвращается на драматическую сцену. В 1962—1964 художественный руководитель и главный режиссёр Украинского драматического театра имени Франко в Киеве. После 1964 года продолжает приглашаться в качестве постановщика спектаклей как в оперный, так и в драматические театры Киева.
Скляренко много занимался педагогической деятельностью, работой с молодыми актёрами и начинающими драматургами. Вел курсы режиссуры и актёрского мастерства в студии «Березиля» (1927—1933), Харьковском театральном институте (1933—1941, 1952—1954), Львовской консерватории (1944—1952), Киевском театральном институте и институте культуры (1954—1978).

## Постановки

### «Березиль»
- 1929 — «Алло, на волне 477!» (текст коллективный)
- 1931 — «Неизвестные солдаты» Первомайского
- 1932 — «Тетнулд» Дадиани
- 1932 — «Хозяин» Карпенко-Карого
- 1934 — «Мартын Боруля» Карпенко-Карого
- 1934 — «Восточный батальон» Прута и братьев Тур

### Харьковский (Львовский) ТЮЗ
- 1931 — «Штурм» Корнейчука
- 1937 — «Голубое и розовое» А. Я. Бруштейн
- 1938 — «Скупой» Мольера
- 1939 — «Ивасык-Тэлэсык» Шиян
- 1942 — «Безталанна» Карпенка-Карого
- 1943 — «Русские люди» К. М. Симонова
- 1945 — «Пошылысь у дурни» М. Л. Кропивницкого
- 1945 — «Тарас Шевченко» Костюка
- 1946 — «Загадочный огонёк» К. И. Чуковского
- 1946 — «Миссия мистера Перкинса в страну большевиков» А. Е. Корнейчука
- 1947 — «Горе от ума» А. С. Грибоедова

### Украинский драматический театр имени Франко
- 1964 — «Марина» Н. Я. Зарудного
- 1964 — «Фортуна» Н. Я. Зарудного
- 1965 — «Пылающее сердце» Евлампиева
- 1965 — «Остановитесь» Рачады
- 1965 — «Правда и кривда» М. А. Стельмаха

### Львовский театр оперы и балета
- 1948 — «Галька» Монюшко
- 1949 — «Утопленница» Лысенко
- 1950 — «Далибор» Сметаны

### Харьковский театр оперы и балета
- 1953 — «Галька» Монюшко
- 1954 — «Русалка» Дворжака
- «Снегурочка» Н. А. Римского-Корсакова
- «Тайный брак» Чимароза
- «Лейтенант Шмидт» Б. Л. Яровинского

### Украинский театр оперы и балета имени Шевченко
- 1954 — «Тарас Бульба» Лысенко
- 1955 — «Заря над Двиной» Ю. С. Мейтуса
- 1955 — «Запорожец за Дунаем» Гулака-Артемовского
- 1955 — «Руслан и Людмила» Глинки
- 1956 — «Война и мир» Прокофьева
- 1956 — «Катерина» Аракса
- 1957 — «Милана» Майбороды
- 1958 — «Лоэнгрин» Вагнера
- 1958 — «Рождественская ночь» Лысенко
- 1959 — «Энеида» Лысенко
- 1959 — «Владимирская горка» В. А. Лукашова
- 1960 — «Арсенал» Майбороды
- 1960 — «Аскольдова могила» Верстовского
- 1961 — «Дон Паскуале» Доницетти
- 1964 — «Тарас Шевченко» Майбороды
- 1966 — «Пиковая дама» Чайковского
- 1978 — «Иван Сусанин» Глинки